# 條頓之怒

辛布里和條頓的入侵

條頓之怒（拉丁語：Furor Teutonicus）是一個拉丁語短語，用於形容羅馬共和國時期日耳曼尼亞地區部落的兇殘。
通常認為最早使用該短語的是詩人盧坎，他在《內戰紀》（De Bello Civili）一書中描寫了日耳曼部落“在戰爭中的瘋狂、無情和暴怒。
條頓部落最初和羅馬共和國軍隊在前113年於東阿爾卑斯相遇。在隨後的戰爭中羅馬軍隊敗多勝少，尤其是在阿勞西奧戰役中遭遇了慘敗。在前102年條頓終於被擊敗。